# Milutin Minja
Milutin Minja (in serbo Милутин Миња?; Zrenjanin, 1934) è un ex cestista e allenatore di pallacanestro jugoslavo.

## Carriera

### Giocatore
Con la Jugoslavia ha disputato i Campionati europei del 1955, del 1957 e del 1959.

## Palmarès

### Giocatore
- YUBA liga: 1

Proleter Zrenjanin: 1956